# Fiore di lino
In araldica il termine fiore di lino indica una figura di cinque petali arrotondati. La mancanza di bottone centrale la differenzia dalla cinquefoglie, cui talvolta viene associata.

Di rosso, alla croce a chiave vuota, pomettata di dodici pezzi d'oro, alla banda d'argento caricata di tre fiori di lino d'azzurro, attraversante sul tutto (Lias, Francia)
Partito: nel 1° di verde a cinque fiori di lino d'argento disposti in decusse, nel 2° di rosso alla navetta d'argento posta in palo (Serradilla del Arroyo, Spagna)
D'oro a tre fiori di lino d'azzurro (Pazderna, Repubblica Ceca)
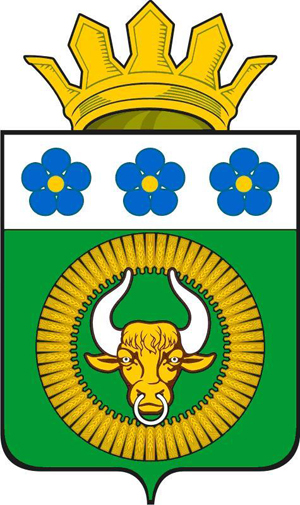
Tre fiori di lino nel capo (Sorokinskij rajon, Russia[1])